# Cirrhencyrtus ehrhorni
Cirrhencyrtus ehrhorni är en stekelart som först beskrevs av Timberlake 1916.  Cirrhencyrtus ehrhorni ingår i släktet Cirrhencyrtus och familjen sköldlussteklar. Inga underarter finns listade i Catalogue of Life.